# معركة أمبا سيل
معركة أمبا سيل وقعت في 28 أكتوبر 1531 بين القوات الاثيوبية تحت قيادة الإمبراطور دويت الثاني ضد قوات الإمام أحمد بن إبراهيم الغازي من سلطنة عدل.
حقق الإمام أحمد الفوز بالمعركة في أمبا سيل، والفوز بالجزء الجنوبي من إثيوبيا. بعد ذلك، عبرت قواته نهر ولاقة.